# Osservatorio astronomico di Vilnius
L'osservatorio astronomico di Vilnius è l'osservatorio astronomico dell'Università di Vilnius, in Lituania.

## Storia

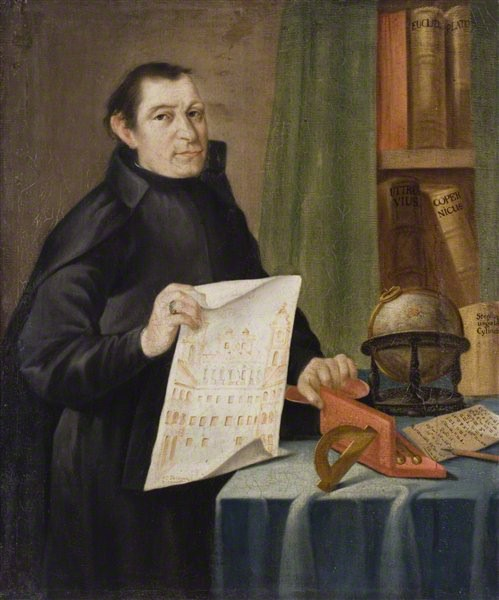
Thomas Zebrowski mostra il disegno dell'edificio dell'osservatorio

L'osservatorio fu fondato nel 1753 su iniziativa di Thomas Zebrowski. La costruzione venne finanziata da Elżbieta Ogińska-Puzynina. Il primo telescopio riflettore, da 13.5 cm, venne donato da Michał Kazimierz "Rybeńko" Radziwiłł, Grande atamano di Lituania. Il secondo telescopio riflettore, da 10 cm, fu donato dal vescovo di Vilnius Józef Stanisław Sapieha.
Il periodo più fecondo dell'osservatorio iniziò sotto la direzione di Marcin Odlanicki Poczobutt fra il 1764 e il 1807. Questo astronomo era un osservatore acuto e lasciò molti dati risultato dei suoi rilievi. Successivamente questi dati furono utilizzati da Jérôme Lalande nei suoi calcoli dell'orbita di Mercurio. Poczobutt decise inoltre di ampliare l'edificio con un'ala meridionale, che fu costruita nel 1782–88.
Successivamente l'osservatorio fu diretto da Jan Śniadecki (1807–1825) e da Piotr Slawinski (1825–1843), che svolsero osservazioni soprattutto con riferimento al sistema solare (pianeti, satelliti, asteroidi e comete, nonché le eclissi del sole e della luna). Nel 1861 il direttore G. Sabler propose di acquistare a tal fine nuovi strumenti, fra cui un fotoeliografo solare, un fotometro e uno spettroscopio. Iniziarono così le osservazioni spettroscopiche del sole e quelle fotometriche delle stelle.
Nel 1876 un incendio divampò nell'osservatorio, causando gravi danni. L'osservatorio non ricevette finanziamenti per il restauro e cinque anni dopo fu chiuso. La biblioteca e gli strumenti scientifici furono assegnati ad altre istituzioni dell'Impero russo, di cui allora la Lituania faceva parte: la maggior parte di essi furono spostati nell'Osservatorio di Pulkovo.

### Fra le guerre
L'osservatorio astronomico fu riaperto solo dopo la prima Guerra mondiale. A Vilna, come si chiamava durante il dominio polacco, fu organizzato un dipartimento di astronomia nella riaperta università di Vilnius. La sede del vecchio osservatorio era ormai inadeguata per le osservazioni astronomiche; perciò nel 1921 fu deciso di costruire un nuovo osservatorio. Fu scelto un sito nella periferia cittadina, vicino al parco Vingis, sull'attuale viale Čiurlionis. L'osservatorio fu attrezzato con due astrografi Zeiss da 15 cm e un telescopio riflettore da 48 cm dotato di spettrografo.

### Dopoguerra
Dopo la seconda Guerra mondiale l'attività degli astronomi lituani riprese all'osservatorio dell'università. Nel 1957–62 furono restaurati e rinnovati alcuni strumenti, come gli astrografi da 12 cm e da 16 cm, i telescopi riflettori da 25 cm e da 48 cm, nonché lo spettrografo senza fenditure della Zeiss: poterono avere così inizio lo studio delle stelle variabili e i rilievi con il sistema fotometrico di Vilnius, elaborato da Vytautas Straižys.
Dopo l'espansione urbanistica della città, negli anni Sessanta, è diventato impossibile effettuare osservazioni precise a Vilnius, a causa dell'inquinamento atmosferico e luminoso. Così nel 1968, il telescopio da 48 cm fu spostato nell'osservatorio di Simeiz in Crimea, dove è rimasto in uso fino al 1973, quando è stato trasferito nell'osservatorio di Maidanak in Uzbekistan.
Nel 1974 è entrato in attività il telescopio riflettore da 63 cm dell'osservatorio astronomico di Molėtai. Benché l'osservatorio di Vilnius non svolga più attività di rilevazione astronomica, continua sempre la ricerca scientifica: ha partecipato alla progettazione e alla realizzazione delle attrezzature fotometriche per telescopi, allo studio delle stelle variabili, delle proprietà chimiche e fisiche delle stelle, della materia interstellare, della struttura della Via Lattea, della galassia di Andromeda e di quella del Triangolo.
L'osservatorio, prima del 1939 era accreditato con codice MPC 070.